# Banca di Credito Cooperativo San Giuseppe delle Madonie
La Banca di Credito Cooperativo San Giuseppe delle Madonie è un istituto bancario cooperativo italiano che opera nell'area delle Madonie, nella città metropolitana di Palermo.
Dispone di una rete di 11 sportelli e fa parte della federazione siciliana delle banche di credito cooperativo.

## Storia
La banca nasce nel 1905 a Petralia Sottana come Cassa rurale di depositi e prestiti per iniziativa dell'allora parroco Luciano Geraci . Negli anni ha esteso la sua operatività ai paesi viciniori, assorbendo, tra l'altro, la cassa rurale "Maria S.S. del Soccorso" di Caltavuturo nel 1977.
Con la fusione per incorporazione della Banca di Credito Cooperativo di Valledolmo, nel 2019, ha assunto l'attuale denominazione 

## Riconoscimenti
Nel 2019 è stata valutata, nell'ambito della ricerca condotta dall'Istituto tedesco Qualità e Finanza come migliore banca regionale in Sicilia 